# Боресо (Венеција)
Боресо (итал. Boresso) је насеље у Италији у округу Венеција, региону Венето.
Према процени из 2011. у насељу је живело 43 становника. Насеље се налази на надморској висини од 0 м.